# Edward Leedskalnin
Edward Leedskalnin (né en 1887 à Rīga, en Lettonie et mort en 1951 à Homestead, Floride, États-Unis) était un architecte et un sculpteur américain excentrique originaire de Lettonie.

## Biographie
Edward Leedskalnin est connu pour avoir bâti dans de mystérieuses conditions le Château de Corail.

## Œuvres
Un livre traitant du magnétisme et de la particule associée le magneton, publié sous le titre Magnetic current (Courant magnétique).
- Château de Corail